# Schweinitz (Möckern)
Schweinitz ist eine Ortschaft und ein Ortsteil von Möckern im Landkreis Jerichower Land in Sachsen-Anhalt.

## Geografie
Schweinitz liegt acht Kilometer östlich von Loburg und 38 Kilometer östlich von Magdeburg. Zum Dorf gehört die einen Kilometer östlich vom Hauptort liegende Siedlung Schweinitzer Hütten. Der mit Abstand größte Teil der Gemarkung gehört zum Truppenübungsplatz Altengrabow, der in Sichtweite der Ortslage im Norden und Osten angrenzt. Nachbarorte sind Altengrabow im Norden, Hohenlobbese und Reppinichen im Osten, Zipsdorf und Nedlitz im Süden sowie Rosian, Loburg und Lübars im Westen.
Die höchste Erhebung der Gemarkung findet sich fast sechs Kilometer nördlich vom Ort, der 116 m ü. NHN hohe Platzberg. Er ist die dritthöchste Höhe im Landkreis Jerichower Land und liegt an der hier in Ostwestrichtung verlaufenden Wasserscheidelinie zwischen der Havel im Norden und der Elbe im Süden. Nördlich vom Platzberg, noch auf der Gemarkung Schweinitz aber schon im Einzugsgebiet der Havel, befindet sich das Quellgebiet des Gloinebachs. Südöstlich der Siedlung Schweinitzer Hütten entspringt der Elbe-Nebenfluss Ehle.
Auf drei Seiten von den Wäldern des Flämings eingerahmt, liegen nur im Westen der Gemarkung landwirtschaftliche Flächen mit mäßiger Bodenqualität. Der Ort gehört zur westlichen Fläminghochfläche, einer Heide- und magerrasenreichen Waldlandschaft des norddeutschen Tieflandes.

## Geschichte
Im Jahr 1847 wurde Schweinitz im „Topographisch-statistischen Handbuch des Preussischen Staats“ gelistet. Zum Kirchdorf zählten ein Erbpachtgut, eine Oberförsterei, eine Windmühle, 64 Häuser und 470 Seelen.
Am 1. Dezember 1928 wurde der Gutsbezirk Schweinitz-Forst mit der Landgemeinde Schweinitz vereinigt. Die Gemeinde Schweinitz gehörte zum Landkreis Jerichow I und ab 1. Juli 1950 zum Landkreis Burg, bevor sie durch eine Gebietsreform am 25. Juli 1952 dem Kreis Loburg zugeordnet wurde. Am 20. Juni 1957 erfolgte die Umgliederung in den Kreis Zerbst. Mehr als 16 Jahre lang war Schweinitz vom 1. Januar 1974 bis zum 31. März 1990 ein Ortsteil der Gemeinde Rosian.
Danach war Schweinitz bis zum 31. Dezember 2009 wieder eine selbständige Gemeinde, zu welcher der damalige Ortsteil Schweinitzer Hütten zählte. Die Gemeinde Schweinitz gehörte bis zu ihrer Eingemeindung nach Möckern am 1. Januar 2009 zur Verwaltungsgemeinschaft Möckern-Loburg-Fläming.

## Politik
Ortsbürgermeister ist Bernhard Herder.
Das Wappen wurde am 18. März 1993 durch das Regierungspräsidium Magdeburg genehmigt.
Blasonierung: „Von Rot über Silber geteilt; belegt mit einem schwarzen Keilerkopf rot bewehrt.“
Die Farben der Gemeinde sind Schwarz – Silber (Weiß).
Die Gemeinde führt ein sogenanntes „redendes Wappen“, das vom Ortsnamen selbst hergeleitet ist, welcher slawischen Ursprungs ist. Aus dem Wort „Svinica“ lässt sich „svina“ ableiten, was so viel wie Wildschweinwald oder -bach bedeutet. Der ausgedehnte Eichenwald in dieser Region belegen dies. Zum anderen führte die Gemeinde bereits früher in Siegeln einen Wildschweinkopf. Dieser wurde als Ortssymbol im Wappen verewigt. Die rot-weiße Teilung entspricht der ehemaligen Zugehörigkeit zum Erzbistum Magdeburg und bildet den Schildgrund. Die Heraldische Gesellschaft „Schwarzer Löwe“ Leipzig gestaltete das Wappen und registrierte es in der Quedlinburger Wappenrolle unter QWR II/91025 am 29. Mai 1991.
Die Flagge wurde am 23. Dezember 2008 durch den Landkreis genehmigt.
Die Flagge ist schwarz – weiß (1:1) gestreift (Querform: Streifen waagerecht verlaufend, Längsform: Streifen senkrecht verlaufend) und mittig mit dem Gemeindewappen belegt.

## Sehenswürdigkeiten
Die Schweinitzer Dorfkirche befindet sich im Südwesten des Ortes auf einem erhöhten, ummauerten Plateau. Es ist ein kleiner viereckiger Feldsteinbau mit Walmdach und einem achteckigen Dachreiter mit spitzer Haube auf der Mitte des Daches. An der Westseite ist ebenfalls aus Feldsteinen ein Eingangsvorbau angefügt. Die hoch angeordneten rundbogigen Fenster und die noch vorhandene so genannte Priesterpforte lassen auf einen romanischen Ursprung schließen. Der Innenraum wird von einer flachen Stuckdecke geschlossen. An den Nord- und Westwänden sind Emporen angebracht. Die Kirche trägt auch den Namen „Heidereiterkirche“, wohl nach dem preußischen Heidereiter Hans Jacob Sembach, der 1736 umfangreiche Umbauten an der Kirche vornahm. Die Inneneinrichtung stammt vorwiegend aus dem Jahre 1936.

## Infrastruktur
Schweinitz liegt an der Bundesstraße 246 zwischen Loburg und Wiesenburg/Mark. Der nächste Bahnhof befindet sich in Loburg, an der Bahnstrecke nach Magdeburg. Regelmäßigen Verkehr gibt es jedoch nicht mehr.